# Carmen Miranda: Bananas is my Business
Pour plus de détails, voir Fiche technique et Distribution.
Carmen Miranda: Bananas is my Business est un film britannico-brésilien réalisé par Helena Solberg, sorti en 1995. 
Ce documentaire est une docufiction qui raconte la vie et la carrière de Carmen Miranda, symbole de l'esprit de l'Amérique latine dans les années 1940.

## Synopsis
Documentaire sur la chanteuse, danseuse et actrice, Carmen Miranda, la « Bombe brésilienne », composé d'images inédites de l'un de ses films perdus Banana-da-Terra et d'images de son enterrement. Un portrait de Carmen Miranda à travers des images d'archives et des interviews.

## Fiche technique
- Titre : Carmen Miranda: Bananas Is My Business
- Réalisation : Helena Solberg
- Scénario : Helena Solberg
- Photographie : Tomasz Magierski
- Montage : David Meyer et Amanda Zinoman
- Musique : Leo Gandelman et Benny Mouthon
- Production : David Meyer et Helena Solberg
- Société de producteurs : Channel Four Films et Riofilme
- Pays :  Royaume-Uni et  Brésil
- Genre : Documentaire, biopic
- Durée : 91 minutes
- Dates de sortie : 
  -  Brésil : 13 avril 1995

## Distribution
- Helena Solberg : narratrice
- Cynthia Adler : Hedda Hopper
- Eric Barreto : Carmen Miranda dans les scènes fantasmées
- Leticia Monte : Carmen Miranda adolescente